# Ceradenia itatiaiensis
Ceradenia itatiaiensis är en stensöteväxtart som beskrevs av Paulo Henrique Labiak och Condack. Ceradenia itatiaiensis ingår i släktet Ceradenia och familjen Polypodiaceae. Inga underarter finns listade.